# Sofitel Guarujá Jequitimar
Sofitel Jequitimar Guarujá ou simplesmente Hotel Jequitimar é um hotel de luxo pertencente ao Grupo Silvio Santos e situado na cidade de Guarujá, no litoral de São Paulo.
O hotel começou a ser construído em agosto de 2005 e teve investimentos totais de 150 milhões de reaise foi inaugurado em 27 de Dezembro de 2006, na época da inauguração era o maior empreendimento já feito na cidade.
Quando foi iniciada as construções do empreendimento em 2005 a previsão de retorno financeiro do hotel seria de até 10 anos.
Na área hoteleira, o Jequitimar Guarujá compreende cinco edificações distintas, com 301 quartos e 22 suítes.